# لوسیانو دی سوزا
لوسیانو دی سوزا (به پرتغالی: Luciano de Souza) هافبک اهل برزیل است که در شهر Volta Redonda و در تاریخ ۲۱ اوت ۱۹۷۲ به دنیا آمده‌است.
لوسیانو دی سوزا در تیم‌های فوتبال سانتوس سابقهٔ حضور دارد.